# Trichoniscoides heroldi
Trichoniscoides heroldi là một loài chân đều trong họ Trichoniscidae. Loài này được Vandel miêu tả khoa học năm 1952.